# Bell 30
El Bell Model 30 fue el prototipo del primer helicóptero comercial, y el primer helicóptero construido por la Bell Aircraft Company. Diseñado por Arthur M. Young, el modelo sirvió como bancada de demostración del exitoso Model 47.

## Desarrollo
Young había experimentado con diseños de helicóptero, usando principalmente modelos a escala, y en 1941 entró en la Bell Aircraft Corporation de Buffalo, Nueva York. La compañía accedió a construir una serie de prototipos a escala real, y Young se mudó a Buffalo. Con las fábricas principales de Bell inmersas en la producción bélica, y para asegurar un programa de investigación y desarrollo que fuese lo suficientemente privado y libre de distracciones, Young y su equipo se mudaron al suburbio Gardenville (West Seneca) de Buffalo. El primer contratiempo del prototipo Ship 1 ocurrió cerca del final de 1942 en una prueba cautiva, cuando un piloto de la compañía Bell solicitó probar el Ship 1, sin usar cinturón de seguridad y colgándose de los controles, en vez de permanecer en la cabina abierta (este intento de vuelo cautivo resultó en que el sistema del rotor "entró en resonancia", tal y como había prevenido el diseñador Arthur Young, acabando en una inestabilidad "de sacudidas" y en un accidente en el que se rompieron las palas del rotor). El primer vuelo libre del Ship 1 ocurrió el 26 de junio de 1943, siendo el tercer helicóptero estadounidense en volar.
El prototipo Ship 1 de registro NX41860 tenía una cabina abierta, un fuselaje cerrado para el motor de pistones Franklin, y un tren de aterrizaje fijo triciclo. El motor propulsaba un rotor principal bipala y un rotor de cola antipar bipala. El prototipo se estrelló en septiembre de 1943 y fue modificado subsiguientemente con varias mejoras, incluyendo una cabina cerrada para el piloto y pasajero, que se sentaban lado a lado en la misma. Con todas las lecciones aprendidas, el tercer prototipo se convirtió en la base del modelo de producción, el Bell Model 47. El Model 30 Ship 1A, Genevieve, se encuentra actualmente en exhibición en el Steven F. Udvar-Hazy Center del Museo Nacional del Aire y el Espacio de Estados Unidos.

## Variantes
Datos de: Bell Aircraft since 1935.
Ship No.1
(c/n 1) El Bell 30 original, construido con una estructura abierta de tubos de acero con una cabina abierta y cuatro patas de tren de aterrizaje ampliamente extendidas, con patines en las bases, construidas de tubos de 76 mm de aleación de aluminio. Primer vuelo el 29 de diciembre de 1942, los vuelos de prueba continuaron hasta que se produjo un serio accidente en septiembre de 1943.
Ship No.1A
(c/n 1A) Ship No. 1 reconstruido tras el accidente con un tren de aterrizaje triciclo arriostrado con rueda de morro, y cabina semicerrada; se reincorporó al programa de pruebas en marzo de 1944.
Ship No.2
(c/n 2) El segundo aparato fue construido con un nuevo tren de aterrizaje triciclo, fuselaje semi-monocasco, nuevo montaje de rotor de cola y cabina totalmente cerrada para el piloto y pasajero.
Ship No.3
(c/n 3) El tercer aparato fue construido con un puro de cola de sección triangular, de tubo de acero soldado, tren de aterrizaje de cuatro ruedas, equipo completo de instrumentos, y una cabina completamente abierta. Las prestaciones y el manejo de este aparato se encontraron mucho mejores que las de sus predecesores, pero la cabina abierta se demostró una seria desventaja. La solución a la cabina abierta fue la burbuja de plexiglás que iba a ser icónica en los aparatos Bell 47/H-13 de producción.

## Supervivientes
El Ship No.1A está en exhibición en el Museo Nacional del Aire y el Espacio de Estados Unidos, y el Ship No.3 pertenece al Buffalo History Museum.

## Especificaciones
Referencia datos: 

### Características generales
- Tripulación: Uno.
- Capacidad: Dos pasajeros.
- Longitud: 8,22 m
- Diámetro rotor principal: 10,1 m
- Altura: 2,59 m
- Peso vacío: 518 kg
- Planta motriz: 1× motor horizontal opuesto de 6 cilindros Franklin 6V4.
  - Potencia:  160 hp

### Rendimiento
- Velocidad nunca excedida (Vne): 169 km/h

### Desarrollos relacionados
- Bell 47

### Secuencias de designación
- Secuencia Numérica de Bell: ← 27 - 28 - 29 - 30 - 32 - 33 - 34 →